# Smileuma
Smileuma is een geslacht van vlinders van de familie spanners (Geometridae), uit de onderfamilie Larentiinae.

## Soorten
- S. paularia Jones, 1921
- S. plagifracta Prout, 1910
- S. salediza Dognin, 1893